# Будинок на вулиці Словацького, 14 (Львів)
Кам′яниця Вайсберґів — житловий будинок на вулиці Словацького № 14 у Львові, пам'ятка архітектури місцевого значення № 1033-м.

## Опис
Чотириповерхова будівля, споруджена архітектурно-будівельним бюро Міхала Уляма у 1911—1912 роках, у стилі модернізованого неокласицизму, який розвивався перед початком першої світової війни. Тепер використовується як житловий будинок, з торговим приміщенням на першому поверсі, яке не використовується. В будинку також міститься Львівська обласна організація товариства Червоного Хреста.

## Історія
Ділянка, на якій розташований будинок згадується ще у 1860-х роках, оскільки на цьому місці стояв давніший будинок під конскрипційним номером 102 2/4, що належав шляхетський родині Фредрів. У 1869 році ділянку з будинком перебрав у власність Август Шмонєвський, і будинок отримав номер 731 2/4. Після смерті Шмонєвського, будинок з ділянкою продали Софії Шидловській.
У 1879—1880 роках за проектом архитектора Юзефа Каетана Яновського, на придбаній ділянці, починається будівництво нової міської лазні. Вода до лазні мала подаватися з Єзуітського саду (тепер парк Івана Франка), де були розташовані лазні Діани. Нова двоповерхова будівля з найновішим обладнанням, басейном та індивідуальними купальнями, також мав назву «лазнички Діани».
Та вже у липні 1910 року, до міської ради звернулися Бенно та Єтті Вайсберґ, які були співвласниками ділянки під конскрипційним номером 731 2/4, надати їм дозвіл для демонтажу старої будівлі, для будівництво нового будинку. Тож вже у 1910 році, будинок з лазнею був розібраний. Проектуванням та будівництвом нового будинку займалось архітектурно-будівельне бюро архітектора Міхала Уляма, яке спорудило нову кам'яницю лише за рік. На початку ХХ століття будинок отримав номер 14.
В будинку у 1910-х роках містився сільськогосподарський синдикат. У міжвоєнний період тут була друкарня та книжковий магазин «Ізмарагд», магазин електротехніки Дрешера та «Банк земельний іпотечний у Львові». А також Головна управа Українського Педагогічного Товариства «Рідна школа».
В будинку мешкав один з керівників Українського лікарського товариства у міжвоєнний період доктор Мирон Вахнянин. У радянський час в будинку містилися радіоклуб та Обласний комітет ДОСААФ.
Нині у будинку частина площ на першому поверсі, відведена під магазин, майже не використовується, також приміщення 1-го і 2-го поверхів займають обласні курси удосконалення керівних кадрів, організовані навчально-методичним центром цивільного захисту та безпеки життєдіяльності Львівської області.

## Архітектура
Чотириповерховий будинок прямокутної форми, з вузьким замкненим внутрішнім подвір'ям, утвореним з сусіднім будинками № 34 та № 36 на вулиці Дорошенка. Будинок має симетричний фасад з боку вулиці. На фасаді виступають два призматичні еркери, простір між якими заповнюють довгі балкони, розташовані трьома ярусами. Над першим та третім поверхом прокладені невисокі карнизи. Над еркерами надбудовано дві причілки з овальними горищними віконцями. Перший поверх проектувався на один великий та п'ять менших магазинів, та чотири приміщення під склад. Також згідно з старим проектом, на 2-4-му поверхах передбачалося облаштувати по 2 помешкання (13 кімнат на поверх). Згодом ці великі помешкання зазнали перепланування.